# Nancy Drew: The Deadly Device
Nancy Drew: The Deadly Device es la 27.ª entrega de la serie de juegos de aventuras point-and-click Nancy Drew de Her Interactive. El juego está disponible para jugar en las plataformas Microsoft Windows y Mac OS X. Tiene una clasificación ESRB de E10+ por momentos de violencia leve. Los jugadores asumen la perspectiva en primera persona de la detective amateur ficticia Nancy Drew y deben resolver el misterio interrogando a los sospechosos, resolviendo acertijos y descubriendo pistas. Hay dos niveles de juego, el modo Amateur y el modo Maestro detective, cada uno de los cuales ofrece un nivel diferente de dificultad de acertijos y pistas; sin embargo, ninguno de estos cambios afecta la trama del juego. El juego está basado vagamente en los libros The Crime Lab Case (2000) y In and Out of Love (1997).

## Trama
El físico teórico Niko Jovic es encontrado fatalmente electrocutado en un laboratorio remoto de Colorado, Technology of Tomorrow Today, en circunstancias sospechosas. El trabajo de Niko Jovic, relacionado con la transmisión inalámbrica de electricidad, podría venderse por millones en el mercado. Con el caso estancado en un callejón sin salida, el dueño del laboratorio le pide a Nancy Drew que trabaje de incógnito para investigar este asesinato. La tensión aumenta a medida que comienzan los intentos de atentar contra la vida de Nancy. Nancy debe llegar al fondo de este caso antes de que el asesino la atrape.

## Desarrollo

### Personajes
- Nancy Drew (Lani Minella) - Nancy es una detective aficionada de 18 años de la ciudad ficticia de River Heights en Estados Unidos. Ella es el único personaje jugable en el juego, lo que significa que el jugador debe resolver el misterio desde su perspectiva.
- Niko Jovic (Josh Crandall) - Los rumores en la comunidad científica decían que había descubierto el secreto de la transferencia de energía inalámbrica. Pero antes de que pudiera dar a conocer sus hallazgos al mundo, fue encontrado asesinado. Al igual que Tesla, Niko era inteligente pero reservado.
- Ryan Kilpatrick (Katherine Grant-Suttie) - Ryan es un ingeniero técnico que ha construido y modificado varias partes del laboratorio. Su conocimiento de la bobina de Tesla la convierte en la principal sospechosa.
- Mason Quinto (Marc Biagi) - Mason es el asistente de laboratorio senior inteligente, motivado y arrogante. Le gusta la estructura y la perfección y valora su trabajo. A diferencia de Niko, Mason cree en los derechos de propiedad. ¿Hasta dónde llegará para obtener el reconocimiento por su trabajo que cree que merece?
- Ellie York (Sara Mountjoy-Pepka) - Ellie trabaja en el turno de noche en el departamento de investigación. Ella es un poco evasiva y no se lleva bien con Mason, lo que la llevó a trabajar en turnos opuestos. Aunque parece realmente conmocionada, sus acciones después de la muerte de Niko parecen indicar que podría estar ocultando algo.
- Gray Cortright (Mark Dodson) - Gray es el jefe de seguridad. No es del tipo amigable, parece un poco intimidante y no es comunicativo cuando lo interrogan. Su conocimiento y acceso irrestricto a todas las áreas le brindan muchas oportunidades para escabullirse sin ser detectado.
- Victor Lossett (David Cravens-O'Farrell) - Victor es el copropietario del laboratorio. Él te ha contratado para resolver el caso de asesinato sin resolver. Ansioso por resolver el caso, presiona a Nancy para que encuentre al culpable. El trabajo y el nombre de Niko parecen ser muy importantes para él, pero este misterio podría esconder más de lo que parece.

Jayme Crandall realizó trabajo de voz adicional.

## Recepción
Jinny Gudmundsen de USA Today le dio una calificación de 3 estrellas y media de 4 y escribió: «Si bien este misterio es emocionante, lo que lo hace aún mejor es que está lleno de acertijos intelectualmente desafiantes, la mayoría de los cuales están integrados en la historia... El desarrollador hace un gran trabajo al combinar ciencia real con un misterio convincente». Brandy Shaul de Gamezebo le dio una calificación de 3 estrellas y media de 5 y escribió: «La historia es fácilmente lo mejor que tiene Nancy Drew: Deadly Device. Con tantas entregas en su haber, Her Interactive claramente sabe cómo desarrollar una historia intrigante, y esa no es la excepción aquí». Merlina McGovern de Adventure Gamers le dio una calificación de 3 estrellas y media de 5 y escribió: «A pesar de su comienzo lento y exploración limitada, The Deadly Device le da un buen empujón a la franquicia con su historia convincente y acertijos divertidos».